# Ayroux
Der Ayroux ist ein Fluss in Frankreich, der im Département Tarn-et-Garonne in der Region Okzitanien verläuft. Er entspringt unter dem Namen Ruisseau les Barailles im Gemeindegebiet von Montgaillard, entwässert zunächst in nordöstlicher Richtung, erreicht bei Merles das Garonne-Tal, schwenkt hier abrupt nach Westen und mündet nach insgesamt rund 26 Kilometern im Gemeindegebiet von Auvillar als linker Nebenfluss in die Garonne.

## Orte am Fluss
(Reihenfolge in Fließrichtung)
- Lavit
- Saint-Michel
- Merles